# Desmophyllum
Desmophyllum is een geslacht van neteldieren uit de klasse van de Anthozoa (bloemdieren).

## Soorten
- Desmophyllum dianthus (Esper, 1794)
- Desmophyllum quinarium Tenison-Woods, 1879
- Desmophyllum striatum Cairns, 1979